# 阿里山冬青
阿里山冬青（学名：Ilex arisanensis）是冬青科冬青属的植物，是台灣的特有植物，分布在台灣中高海拔山区。